# Miduno
miduno（みづの、ミヅノ）は、岐阜県出身の録音家、フィールド・レコーディスト。

## 来歴
- 2004年：レコーディング・エンジニア赤川新一が主宰するSTRIP STUDIOに入社。
- 2012年：フリーのフィールド・レコーディストとして活動開始。
- 2020年：J-WAVE 坂本龍一 RADIO SAKAMOTO デモテープオーディションでフィールド・レコーディング作品が2019年年間優秀作を受賞[1]。菅原宏之と共に「フィールドレコーディングの雄」と評される。
- 2021年：J-WAVE 坂本龍一 RADIO SAKAMOTO デモテープオーディションでフィールド・レコーディング作品が2020年年間優秀作を受賞[2]。

## ディスコグラフィー
- sound-scape Vol.1 （2011年01月28日リリース）EAN:0885686603925
  1. 自然音 - 軽井沢 - 雨音01
  2. 自然音 - 軽井沢 - 小川01
  3. 自然音 - 軽井沢 - 小川02
  4. 自然音 - 安曇野 - カエルの鳴き声01
  5. 自然音 - 瑞浪 - 蝉の声01
  6. 自然音 - 瑞浪 - 秋の虫02
  7. 自然音 - 清里 - 小川01
  8. 自然音 - 清里 - 小川02
  9. 自然音 - 蒲郡 - 浜辺01
  10. 自然音 - 八丈島 - 海岸01
  11. 自然音 - 八丈島 - 海岸02
  12. 自然音 - 八丈島 - 渓谷01

- sound-scape Vol.2 （2014年10月22日リリース）
  1. 自然音 - 瑞浪 - 高原01
  2. 自然音 - 瑞浪 - 小川01
  3. 自然音 - 瑞浪 - 小川02A
  4. 自然音 - 瑞浪 - 森林01
  5. 自然音 - 瑞浪 - 森林02
  6. 自然音 - 清里 - 森林01
  7. 自然音 - 清里 - 渓流01
  8. 自然音 - 瑞浪 - せせらぎ01#2
  9. 自然音 - 白州 - 雨音01

- sound-scape Vol.3 （2017年03月02日リリース）EAN:4560434603643
  1. 自然音 - 北八ヶ岳 - 朝の風景01（バイノーラル録音）
  2. 自然音 - 北杜 - 滝02
  3. 自然音 - 北杜 - 滝01
  4. 自然音 - 美保関 - せせらぎ01
  5. 自然音 - 美保関 - 入り江01
  6. 自然音 - 玉結湾 - 砂浜01
  7. 自然音 - 南信濃 - 滝01（バイノーラル録音）
  8. 自然音 - 恵那 - 滝01（バイノーラル録音）
  9. 自然音 - 瑞浪 - 蝉の声02（バイノーラル録音）

- sound-scape Vol.4 （2018年07月26日リリース）EAN:4560434606385
  1. 自然音 - 白州 - 雨の朝01（バイノーラル録音）
  2. 自然音 - 白州 - カエルの鳴き声01A（バイノーラル録音）
  3. 自然音 - 丹沢湖 - 湧水01（バイノーラル録音）
  4. 自然音 - 丹沢湖 - 蝉の声01（バイノーラル録音）
  5. 自然音 - 恵那 - 渓流01（バイノーラル録音）
  6. 自然音 - 恵那 - 渓流02（バイノーラル録音）
  7. 自然音 - 押方 - 雨の森01（バイノーラル録音）
  8. 自然音 - 栃又 - 朝の棚田01（バイノーラル録音）
  9. 自然音 - 高尾陣場 - 里山01（モノラル）

- sound-scape Vol.5 （2020年04月12日リリース）EAN:4573553760173
  1. 環境音 - 横浜 / 四季の森公園 - 春一番02#2 (バイノーラル)
  2. 環境音 - 横浜 / 四季の森公園 - カエルの鳴き声と春一番01 (バイノーラル)
  3. 環境音 - 静岡 / 田貫湖 - 春・せせらぎ01 (バイノーラル)
  4. 自然音 - 富士宮 / 白糸滝 - 野鳥01A#3 (バイノーラル)
  5. 環境音 - 横浜 / 四季の森公園 - 夏・せせらぎ01#2 (バイノーラル)
  6. 自然音 - 岐阜 / 恵那 - 小川03 (バイノーラル)
  7. 自然音 - 岐阜 / 恵那 - 小川04#2 (バイノーラル)
  8. 環境音 - 殿ヶ谷戸庭園 - 涌水01#2
  9. 環境音 - 和田長浜海岸 - 波音01#4 (バイノーラル)
  10. 環境音 - 茅ヶ崎海岸 - 波音01A#3 (バイノーラル)

- THE NOMINEES+ （2021年12月25日リリース）
  1. 自然音 - 白州 - カエルの鳴き声01(バイノーラル録音)
  2. 環境音 - 池上本門寺 - 風鈴02(バイノーラル録音)
  3. 環境音 - 荒立神社 - 御手洗いの屋根に当たる雨(バイノーラル録音)
  4. 環境音 - 川崎大師 - トントコ飴切り02(バイノーラル録音)
  5. 環境音 - 滄浪泉園 - 水琴窟03(バイノーラル)
  6. 生活音 - すきま風
  7. 小川 ～ 川音インセクトロジー ～ ヒグラシ
  8. 海岸ドローン
  9. 横浜港ボートパーク【HPL】
  10. 隈笹ブリーズ ～ 風音カンパノロジー【HPL2】
  11. 横浜赤レンガ倉庫 - 水のオブジェ【HPL】
  12. 桟橋ボウイング【HPL2】
  13. 雨だれベンチ

- sound-scape Vol.6~Rain Sounds~ （2022年07月28日リリース）
  1. 水たまりに落ちる雨 04:45PM (HPL)
  2. 雨だれ#4 - 田安門 08:09PM (HPL2) [Short Ver.]
  3. 雨05B - 四季の森公園 04:30PM (HPL2)
  4. 雨の美保関灯台と船 09:30AM (バイノーラル録音)
  5. 雨粒ドロップス 10:39AM (HPL2)
  6. 雨傘と雨水溝#2 - 北の丸公園 05:18PM (HPL2)
  7. 屋久島 蛇紋杉 08:50AM
  8. 雨 - 荒川ロックゲート 10:30AM (HPL) [Short Ver.]
  9. 雨 - 屋久島 白谷雲水峡 02:30PM (HPL2) [Short Ver.]
  10. 水音とシュレーゲルアオガエル 08:52PM (HPL2)

なおこの作品は闘病中に雨音を聴いていたという坂本に捧げて制作された。
RainとSoundsの頭文字RとSは坂本のイニシャルでもある。